# Lo mejor de mí (película)
Lo mejor de mí es una película española de 2007, dirigida por Roser Aguilar.

## Argumento
Raquel (Marián Álvarez) es una chica que de pequeña oía mucho hablar de AMOR: En la tele, en la radio, en el cine, en las películas. Se va a vivir con Tomás (Juan Sanz) y es ahora dónde realmente conocerá su significado y lo que importa para ella...

## Premios
53.ª edición de los Premios Sant Jordi
| Categoría         | Persona           | Resultado |
| ----------------- | ----------------- | --------- |
| Mejor ópera prima | Mejor ópera prima | Ganadora  |

- Mejor Película y Mejor Actriz para Marian Álvarez en el Festival de Locarno.

- Sección oficial y película inaugural de la Semana Internacional de Cine de Cuenca "Mujeres en Dirección".

## Localización
La película fue rodada en Barcelona.

## Reparto
| Actor/Actriz          | Personaje                 |
| --------------------- | ------------------------- |
| Marian Álvarez        | Raquel                    |
| Juan Sanz             | Tomás                     |
| Lluís Homar           | Eduardo                   |
| Alberto Jiménez       | Dr. Ferrer                |
| Maife Gil             | Pilar                     |
| Pablo Derqui          | David                     |
| Carmen Machi          | Carmen                    |
| Marieta Orozco        | Silvia                    |
| Pep Cortés            | Ignacio                   |
| Enric Ases            | Alberto                   |
| Nausicaa Bonnín       | Claudia                   |
| Ricard Sales          | Ivan                      |
| Carmela Poch          | Laura                     |
| Carlos Olalla         | Paco                      |
| Maria Pau Pigem       | Dra. Sans                 |
| Àngela Jové           | Dra. Mútua                |
| Armando Aguirre       | Emili                     |
| Jordi Cadellans       | Álex                      |
| Albert Roig           | Dr. García                |
| Josep Maria Gimeno    | Camarero Bar              |
| Assumpció Matarrodona | Señyora Bar               |
| Ariadna Rubio         | Niña Parque               |
| Jordi Gràcia          | Anestesista Raquel        |
| Amàlia Sancho         | Enfermera                 |
| Miquel Bordoy         | Radiólogo                 |
| Anna Serrarols        | Niña playa                |
| Mayka Dueñas          | Señora Parque             |
| Carmen Jones          | Clienta Centro Estètica   |
| Félix Anastasio       | Camarero Chiringuito      |
| Oli                   | Joven Locutor             |
| Sergi Anguera         | Chico joven               |
| Paola Monzzo          | Chica joven               |
| Kiko Llamas           | Hombre amigo David        |
| Pau Blanch Mestre     | Chico jardín              |
| Caro Garcia           | Enfermera esfuerzo físico |
| Berta Viñas           | Hija Dr. Ferrer           |
| Clara Salazar         | Canguro Hija Dr. Ferrer   |
| Eli Díaz              | Mujer enferma             |
| Núria Florensa        | Auxiliar de clínica       |
| Xavier Nuñez          | Anestesista Tomás         |
| Anaïs Pareto Onghena  | Enfermera Tomàs           |
| Fernando Salmerón     | Atleta 1                  |
| Antonio Delgado       | Atleta 2                  |
| Carlos Román          | Atleta 3                  |
| Guillermo López       | Atleta 4                  |
| Mar Farga             | Chica con bata            |
| Norma Cano            | Chica delgada             |
| Jaume Navarro         | Marcos                    |
| Ildefons Vilanova     | Hombre con gordos         |
| Óscar Sánchez Sánchez | Bebé                      |
| Ana Amargós           | Redactora Ràdio           |
| Juli Muñoz            | Redactor Ràdio            |
| Concha Rodríguez      | Mujer de la limpieza      |
| Francesc Olivares     | Enfermo                   |
| Jordi Herreros        | Camillero 1               |
| Ruben Goldfarb        | Camillero 2               |
| Ruben Ametllé         | Javier                    |
| Paco Morán            | Hipólito                  |
| Piero Verzello        | Enfermero                 |